# Haplochromis schubotziellus
Haplochromis schubotziellus é uma espécie de peixe da família Cichlidae.
Pode ser encontrada na República Democrática do Congo, Tanzânia e Uganda.
Os seus habitats naturais são: rios e lagos de água doce.